# Kassala (prowincja)
Kassala (arab. كسلا) – prowincja we wschodnim Sudanie.